# گائتانو کریری
گائتانو کریری (انگلیسی: Gaetano Carrieri؛ زادهٔ ۱۰ مارس ۱۹۸۸) بازیکن فوتبال اهل ایتالیا است.
از باشگاه‌هایی که در آن بازی کرده‌است می‌توان به باشگاه فوتبال کوزنتسا کالچو، باشگاه فوتبال تورینو، و باشگاه فوتبال وارزه اشاره کرد.